# Василий (Зуммер)
Епископ Васи́лий (в миру Вячесла́в Ио́сифович Зу́ммер; 28 сентября 1885, село Пятигоры, Ровенский уезд, Волынская губерния — 4 января 1924, Ура-Тюбе, Туркестанская АССР) — епископ Русской православной церкви, епископ Суздальский.

## Биография
Родился 28 сентября 1885 в селе Пятигоры Острожского уезда Волынской губернии (ныне Ровненская область, Украина) в семье священника-чеха Иосифа Зуммера. Шестеро братьев Вячеслава также были в священном сане.
Окончил Волынскую духовную семинарию, после чего поступил в Санкт-Петербургскую духовную академию.
Во время обучения в академии принял монашеский постриг и был рукоположён в иеромонаха.
В 1913 году окончил Санкт-Петербургскую духовную академию со степенью кандидата богословия за работу «Христианский взгляд на патриотизм» с правом соискания степени магистра богословия без нового устного испытания.
С 28 августа 1913 года — помощник смотрителя Мстиславского духовного училища.
С 26 сентября 1913 года — помощник смотрителя Клеванского духовного училища.
В 1914—1918 годы жил в Свято-Троицком Дерманском монастыре, настоятелем которого был его брат Иов.
Был участником съезда учёного монашества, проходившего 7-14 июля 1917 года в Московской духовной академии.
В 1919—1920 году — настоятель монастырей на Волыни (Загоровского Богородице-Рождественского и владимиро-волынского Христорождественского).
После отступления советских войск из Польши в 1920 был увезён ими в Россию, где помещён в концлагерь, но вскоре освобождён.
С августа по декабрь 1921 года являлся настоятелем Оптина Болховского монастыря в сане архимандрита.
В декабре 1921 году или самом начале 1922 года в Нижнем Новгороде был хиротонисан во епископа Суздальского, викария Владимирской епархии. Хиротонию возглавил митрополит Сергий (Страгородский).
Весной того же года Владимирский губернский революционный трибунал пытался привлечь епископа Василия к уголовной ответственности по делу «о хищении ценностей» из ризницы Спасо-Евфимиева монастыря. Во Владимирской тюрьме он находился вместе с митрополитом Сергием (Страгородским), архиепископом Павлом (Борисовским) и епископом Афанасием (Сахаровым). 1 июня 1922 года ревтрибунал известил епископа Василия о том, что в отношении его следствие прекращено за недоказанностью обвинения. 9 июня состоялся показательный суд. Обвиненных приговорили к году лишения свободы, на следующий день по амнистии освободили.
Активно противостоял обновленчеству. 19 августа уполномоченный ВЦУ Антонин Златоустов потребовал от епископа Суздальского Василия признать ВЦУ. «Ни тебя, ни твоего ВЦУ не признаю — вы еретики», — ответил епископ. После этого по доносу уполномоченного 22 августа он был арестован за «возмущение народных масс в корыстных целях <…> желание сохранить за собой церковную власть в викариатстве»
Как отмечалось в сводке VI отделения СООГПУ от 14 сентября 1922 года «о расколе духовенства» за период с 15 июля по 20 августа, развертыванию обновленческого движения во Владимирской епархии противодействовали епископы Афанасий (Сахаров) и Василий (Зуммер).
22 августа заключён под стражу в губернский исправительный дом за «возмущение народных масс в корыстных целях… желание сохранить за собой церковную власть в викариатстве». Виновным себя не признал, а 23 августа 1922 года против него заведено уголовное дело. Обвинялся в том, что он «ложно освещал перед народом вопрос церковной действительности с целью не потерять епископскую кафедру…, как ярый тихоновец и церковный консерватор». Главным «сообщником» владыки проходил епископ Ковровский Афанасий (Сахаров). Епископ Василий виновным себя не признал.
10 ноября 1922 года во владимирской тюрьме епископ Василий (Зуммер) вместе с архиепископом Крутицким Никандром (Феноменовым), исповедником Афанасием (Сахаровым) и с несколькими другими представителями духовенства участвовали в первом совершении службы Всем святым, в земле Российской просиявшим. Вскоре дело Василия Суздальского и Афанасия Ковровского по решению местных владимирских властей было отправлено в Москву в комиссию НКВД по административным высылкам. Архиереев перевели в Таганскую тюрьму, а потом осудили на ссылку.
10 ноября 1922 года во владимирской тюрьме вместе с архиепископом Никандром (Феноменовым), архиепископом Фаддеем (Успенским), епископами Николаем (Добронравовым), Корнилием (Соболевым), Дамианом (Воскресенским) и Афанасием (Сахаровым) участвовал в первом совершении службы Всем святым, в земле Российской просиявшим.
Был переведён в Таганскую тюрьму. 27 декабря 1922 года комиссия постановила выслать епископа Василия в Хиву на 3 года (по другим сведениям, он был сослан в Ходжент).
31 мая 1923 года вместе с епископом Даниилом (Троицким) тайно совершил хиротонию архимандрита Луки (Войно-Ясенецкого) во епископа Ташкентского и Туркестанского.
Священника Василий Мраморов, сообщая Патриарху Тихону о смерти епископа Василия упомянул, что «Владыка Василий особенно не нуждался благодаря вниманию добрых людей Ташкента, Самарканда и Суздаля».
Тихо скончался 22 декабря 1923 (4 января 1924) в Ура-Тюбе Туркестанской АССР (ныне Истаравшан, Согдийская область, Таджикистан) от туберкулеза лёгких в полном сознании. «Умирая, он просил уведомить о своей смерти и молиться о нём Патриарха Тихона». 26 декабря по особому разрешению священник Василий Мраморов служил литургию с чином погребения при участии почти всех русских людей города. Приглашённое духовенство из Ташкента и Самарканда не явилось. Похоронен на православном кладбище Истаравшана.
2 декабря 2013 года путешественник Александр Волощук предпринял поиски могилы епископа Суздальского Василия. Удалось определить лишь приблизительное место захоронения епископа Василия, на котором иеромонах Мардарий (Тарасов) отслужил панихиду.

## Семья

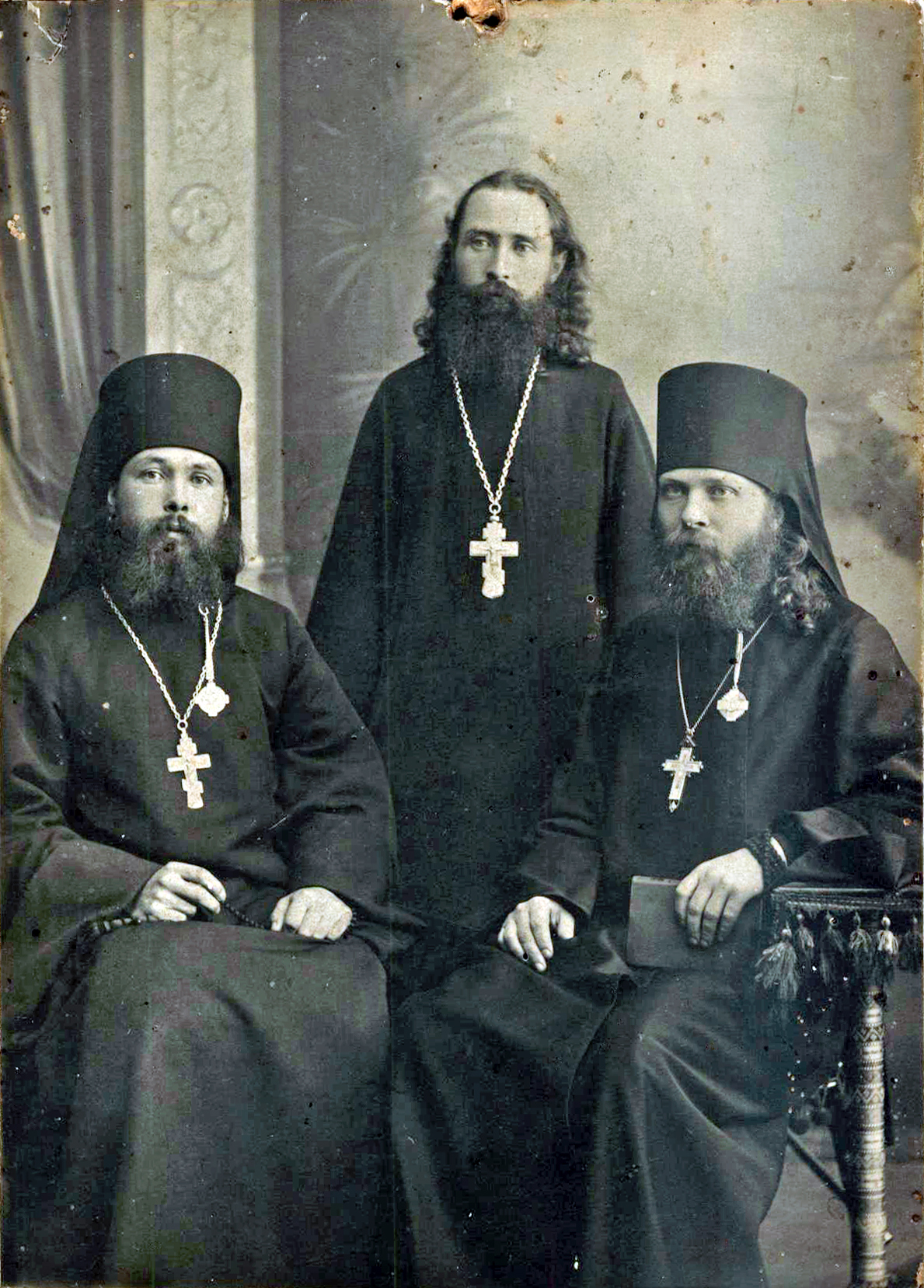
Братья-священники: Василий, Сергий и Иов

Брат: Зуммер Сергей Иосифович (8.01.1883 — 1937) в 1904 окончил Волынскую духовную семинарию. 15 июля 1905 года рукоположён архиепископом Волынским и Житомирским Антонием (Храповицким) во диакона, а через три дня — в сан священника. Следующие десять лет служил в сёлах Романов и Теремно Луцкого уезда Волынской, затем в Харьковской губернии и Донецкой области. 23 сентября 1937 года был арестован и спустя полтора месяца приговорён к расстрелу по обвинению в контрреволюционной пропаганде и подозрению в шпионаже.
Брат: Зуммер Илларион Иосифович (1889) — в 1910 году окончил Волынскую духовную семинарию. В 1915 году рукоположён епископом Владимиро-Волынским Фаддеем (Успенским) во священника. В 1935 году осуждён. В 1939 году умер в ИТЛ в Хабаровском крае.
Брат: архимандрит Иов (Зуммер) — в 1908 году окончил Киевскую духовную академию со степенью кандидата богословия.